# 常識 (小冊子)
《常識》（英語：Common Sense）是美國思想家托馬斯·潘恩於1776年1月出版的一本五十頁小冊子，其中系統論證了北美洲十三個英國殖民地獨立的合理性和必要性。2003年美國邦諾書店統計，《常識》位居影響美國歷史的二十本書的榜首。在問世二百年之後，《常識》才有了中譯本。
美國20世紀哲學家悉尼·胡克為《常識》再版的序文中曾言：「潘恩之所以全身心地投入這場美國革命，並不是作為一個美國人、侷限在為美國的利益；而是作為一個自由人、一個世界公民，他堅信，他為美國所做的努力，就在為英國、法國以及所有被奴役的地方爭自由的努力。」

## 內容

### 列舉英王和英國議會的罪惡
在《常識》中，潘恩首先列舉英王和英國議會的罪惡，論證英國並非殖民地居民的祖國，以此打消殖民地人民對母國英國的忠誠。潘恩指出英國對殖民地的動機“是利益而不是情誼。”英國並非北美的母國，“歐洲，而不是英國，才是北美的父母之邦。”潘恩又說如果英國是父母，就連豺狼和野蠻人都不如，因為“豺狼尚不食其子，野蠻人也不同親屬作戰。”

### 列舉了獨立帶來的好處
其次，《常識》列舉了獨立帶來的種種經濟和安全方面的好處。潘恩說：“我們由於同英國保持聯繫而遭到的危害和損失是不勝枚舉的。”潘恩表示：“北美的真正利益在於避開歐洲的各種紛爭，如果因為它依附於英國而變成英國政治天平上小小的砝碼，它就永遠不能置身於紛爭之外。”他認為在英國統治底下，只會被英國拉進混亂的歐洲事務之中，對發展中的殖民地的利益和安全皆構成不利影響。並且他認為殖民地獨立後將可以自由發展貿易，對經濟有好處，因為“一旦英國和任何外國之間爆發戰爭，北美由於她同不列顛的聯繫，在貿易上一定會遭到毀滅。”

### 提出殖民地独立基于自然权利
紧接着，《常识》阐述了自然权利与人民主权思想，提出殖民地独立基于自然权利。潘恩认为人显然有某些根本权利，这些权利先于政府而在，故政府不得违犯。他表示即使最佳状态下的政府也只是必要之恶，最糟的政府则表现令人无法容忍的恶。潘恩所谓“最好”，指最有效率、最低廉而言。此外他认为：“社会产生于我们的需求，政府产生于我们的恶行。”他指出君主制是罪恶之源：“一个普通的城市人要比从古到今所有加冕的坏蛋更有价值。”反之他支持共和制，认为选民与被选者之间这种频繁互换，自然而然能建立整个共同体利害与共的意识，治者与被治者也自然而然会彼此支持；一个政府的力量，基础就在这种相互支持，而不在毫无意义的国王名义。

### 激勵殖民地人民獨立
最後，《常識》以美洲人為人類承擔捍衛自由的神聖使命來激勵殖民地人民獨立和建立自己的國家，給獨立行為賦予崇高感和深遠的歷史意義。潘恩以明確的語氣聲稱殖民地人民只有通過武裝鬥爭宣佈獨立，才能得到他們的權利。他以激動人心的句子說：“啊！你們這些熱愛人類的人！你們這些不但敢反對暴政而且敢反對暴君的人，請站到前面來！舊世界遍地盛行著壓迫、自由到處遭到驱逐。亞洲和非洲早就已經把她逐出，歐洲把她當做異己分子，而英國已經對她下了逐客令。啊！接待這個逃亡者，及時地為人類準備一個避難所吧！”

## 評價
《常識》的論證可謂情理的結合，達到動之以情，曉之以理的境界。一方面以邏輯思維論證英國的罪惡和獨立的好處、權利，一方面有用激昂的詞句振奮美洲殖民地人民的獨立決心。史學家就曾評論《常識》說：“《常識》把國王與議會的權威撕成了碎片。從那以來，除《湯姆叔叔的小屋》之外，在美國再也沒有一個出版物曾發生那樣巨大的影響。”

## 影響
- 《常識》出版三個月內就發行了十多萬冊[2]，徹底改變了當時美國保守派的態度，為美國獨立打下了理論依據。英國報紙記載：“凡讀過這本書的人都徹底改變了態度，哪怕在一小時之前他還是一個強烈反對獨立思想的人。”潘恩的《常識》比任何一個出版物都更能說服當時的公眾輿論支持北美從不列顛獨立出來。《常識》對獨立的論證是極有說服性的，《常識》的出版對推進美國獨立有舉足輕重的促進作用。